# Батуев, Василий Александрович
Василий Александрович Батуев (1864, Малмыж — 12 мая 1940, Киров) — земский деятель Вятской губернии, председатель земской управы Малмыжского уезда Вятской губернии. Родился в семье купца 1-й гильдии Александра Ивановича Батуева и Евдокии Ивановны Батуевой, урожденной Стахеевой. Из восьмерых детей Евдокии Ивановны наиболее известен сын Николай Александрович, ставший известным врачом и ученым, специалистом по головному мозгу.
Василий Александрович получил образование в 2-й мужской гимназии Казани, а затем в 1887 году закончил физико-математический факультет Санкт-Петербургского университета. Всю свою жизнь Василий Александрович посвятил общественной деятельности, работая в губернской и уездной земской управе и являясь городским головой г. Малмыжа. С 1889 по 1899 годы работал мировым судьей Малмыжского округа. Вместе с двоюродным братом Авксентием Петровичем Батуевым Василий Александрович работал над земскими проектами по развитию крестьянской промышленности и просвещению народа. В г. Малмыже им была открыта первая татарская школа. По доносу Василий Александрович был осужден за революционную деятельность и выслан из Малмыжа в Казань. Василий Александрович награжден медалью за участие в переписи населения 1897 года, орденом св. Анны 3-й степени, был потомственным почетным гражданином города Малмыжа. В годы революции от партии кадетов выдвинут в 4-ю Государственную Думу.
В. А. Батуев был женат на Матрене Иосифовне (1884—1973), урожденной Вихаревой, из мещанского сословия, которая служила горничной у его матери и была на 20 лет моложе мужа. В семье родилось восемь детей: Татьяна (1901), Лидия (1903), Вера (1904), Александр (1906), Василий (1907), Авксентий (1909), Нина (1911), Ольга (1918—2011). Высшее образование удалось получить только младшей дочери Ольге Васильевне Батуевой, которая стала врачом и как военный хирург прошла всю Великую Отечественную войну. Ее дочь, внучка Василия Александровича, кировская журналистка Татьяна Сергеевна Бушмелева (р.1945) написала историю семьи в очерке «Моя родословная».
После революции в 1928 году семья переехала из Малмыжа в Вятку (с 1934 года Киров). В. А. Батуев был арестован и осужден на три года по статье 58 п.10 как купеческий сын и реабилитирован в 1992 году. Он скончался в мае 1940 года и похоронен на Петелинском кладбище г. Кирова.